# Open Peer Review
Als Offenes Peer Review (engl. open peer review, auch dynamic oder interactive peer review) werden verschiedene Varianten des Peer Reviews zur Bewertung wissenschaftlicher Arbeiten bezeichnet, bei denen der Begutachtungsprozess im Gegensatz zum traditionellen Peer Review zum Einblick oder auch zur Beteiligung geöffnet wird. Verfahren des offenen Peer Reviews entwickeln sich seit Anfang des 21. Jahrhunderts als Reaktion auf Schwächen geschlossener Systeme, im Zusammenhang mit der Open-Access-Bewegung und mit Hilfe neuer Möglichkeiten des Internets.

## Eigenschaften
Für das offene Peer Review hat sich bislang kein einheitlicher Standard durchgesetzt. Mögliche Eigenschaften sind unter anderem:
- Der Autor eines eingereichten Beitrags ist den Peers bekannt.
- Die begutachtenden Peers werden nach Abschluss des Verfahrens zusammen mit dem Beitrag veröffentlicht.
- Die Kommentare der Peers werden zusammen mit dem Beitrag veröffentlicht.
- Eingereichte Beiträge werden als Preprint sofort veröffentlicht.
- Die Begutachtung findet offen einsehbar statt.
- Der Autor kann auf Kommentare der Peers antworten.
- Es können öffentliche Kommentare zu eingereichten Beiträgen abgegeben werden (anonym oder namentlich gekennzeichnet, von allen ausgewählten Lesern).
- Beiträge können in einem Wiki offen bearbeitet und korrigiert werden.

## Beispiele
Beispiele für wissenschaftliche Journals mit einem Open Peer Review sind:
- Das BMJ (British Medical Journal) entschied 1999, ein offenes Peer Review durchzuführen, bei dem Gutachter und Begutachtete bekannt sind.[1]
- In der 2006 gegründeten akademische Online-Zeitschrift Philica wurden eingereichte Beiträge sofort veröffentlicht und konnten anonym bewertet werden.[2]
- Die Zeitschrift Nature hatte im Jahr 2006 in einem Test eingereichte Beiträge offen zur Kommentierung freigegeben.[3] Dieser Testlauf wurde im November 2006 planmäßig eingestellt. Die Akzeptanz bei den Autoren war besser als erhofft, jedoch war der Rücklauf an Kommentaren unbefriedigend, was auch am Versuchsaufbau gelegen haben kann, etwa am Zeitpunkt oder der Bekanntmachung des Tests.
- Im Webservice Naboj können unter ArXiv.org veröffentlichte Preprints bewertet und kommentiert werden. ArXiv.org bietet selbst die Möglichkeit von Trackbacks an.[4]
- In der Zeitschrift ACP (Atmospheric Chemistry and Physics) werden eingereichte Beiträge seit 2001 online veröffentlicht und zunächst von der Wissenschafts-Community diskutiert, wobei die Kommentare auch anonym sein dürfen.[5]
- In der 2010 gegründeten Zeitschrift SWJ (Semantic Web - Interoperability, Usability, Applicability) werden eingereichte Beiträge auf der Homepage veröffentlicht und in einem doppelten Verfahren bewertet. Dazu werden Gutachter bestellt, die anonym bleiben können, daneben kann aber auch jeder Wissenschaftler ein (nicht-anonymes) Gutachten erstellen. Alle Gutachten sowie die Antworten der Autoren darauf werden online veröffentlicht.
- Neben Open Access praktiziert das im Social Sciences Citation Index (SSCI) gelistete E-Journal Economics auch Open Assessment. Veröffentlichte Diskussionspapiere werden nicht nur im klassischen Peer-Review-Verfahren begutachtet, sondern gehen in die Bewertung und in die Entscheidung über die Veröffentlichung als „Journal-Article“ ein. Auch die Leserkommentare aus der Fach-Community fließen in die Bewertung mit ein, „Referee-Reports“ werden frei zugänglich veröffentlicht.
- Die Open-Access-Veröffentlichungsplattform F1000Research praktiziert ein Open-Peer-Review-Verfahren.